# Studený
Studený (německy Studena) je obec v jihovýchodním cípu okresu Benešov ve Středočeském kraji. Žije zde 99 obyvatel.

## Poloha
Obec leží v Želivské pahorkatině a je ze tří stran obklopena lesy. Protéká tudy Blažejovický potok, který je levostranným přítokem řeky Želivky. Od okresního města Benešov je vzdálena čtyřicet kilometrů, nejbližšími městy jsou Vlašim (21 km), Ledeč nad Sázavou (21 km), Humpolec (21 km) a Pelhřimov (25 km).
Jižní hranice katastru obce tvoří také hranici okresů Benešov a Pelhřimov, resp. Středočeského kraje a Kraje Vysočina.

## Název
Její název je odvozen od zdejšího velmi drsného klimatu.

## Historie
První písemná zmínka o vesnici pochází z roku 1354.

## Současnost

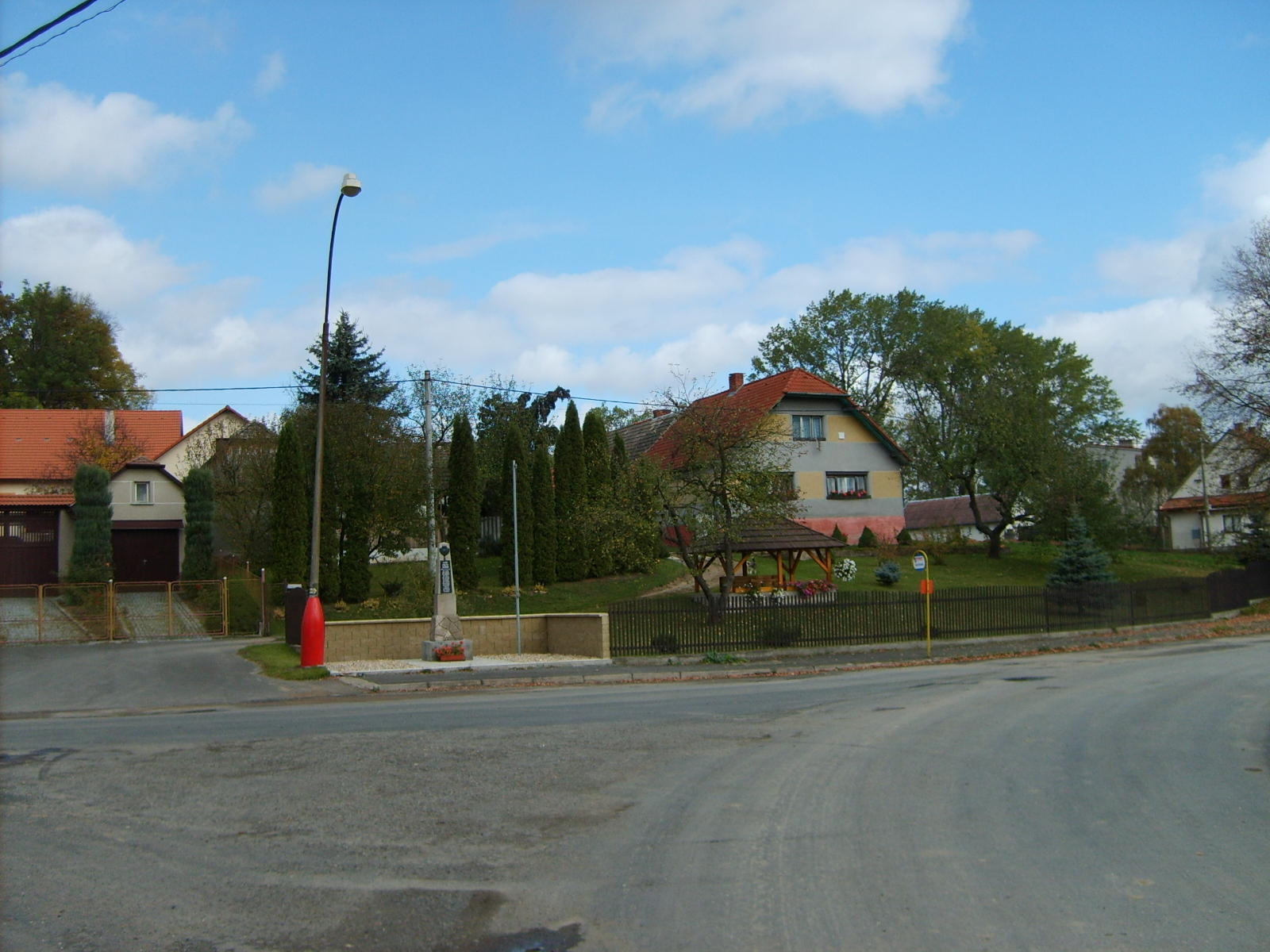
Pomník obětem světových válek a autobusová zastávka

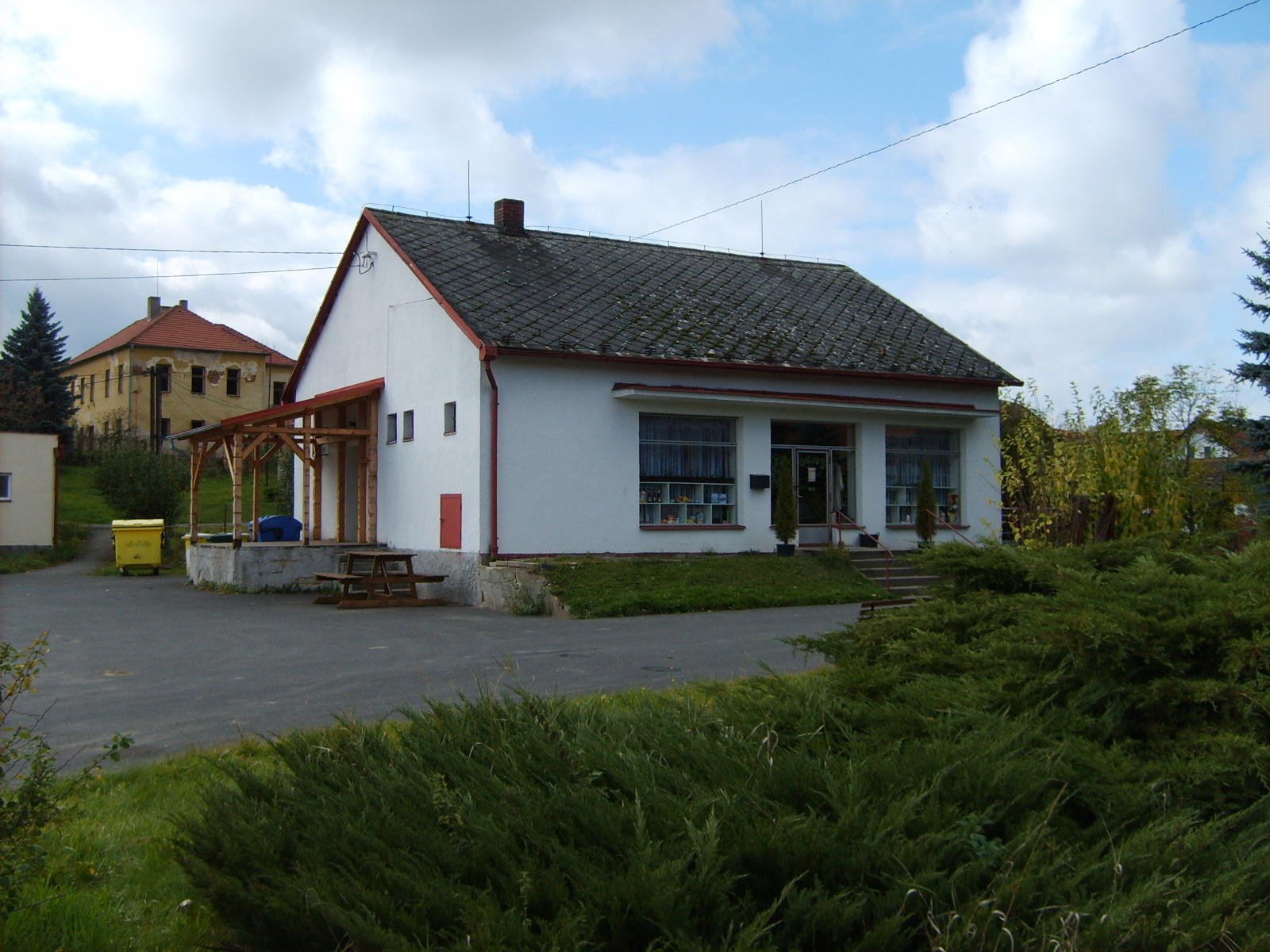
Prodejna potravin ve Studeném

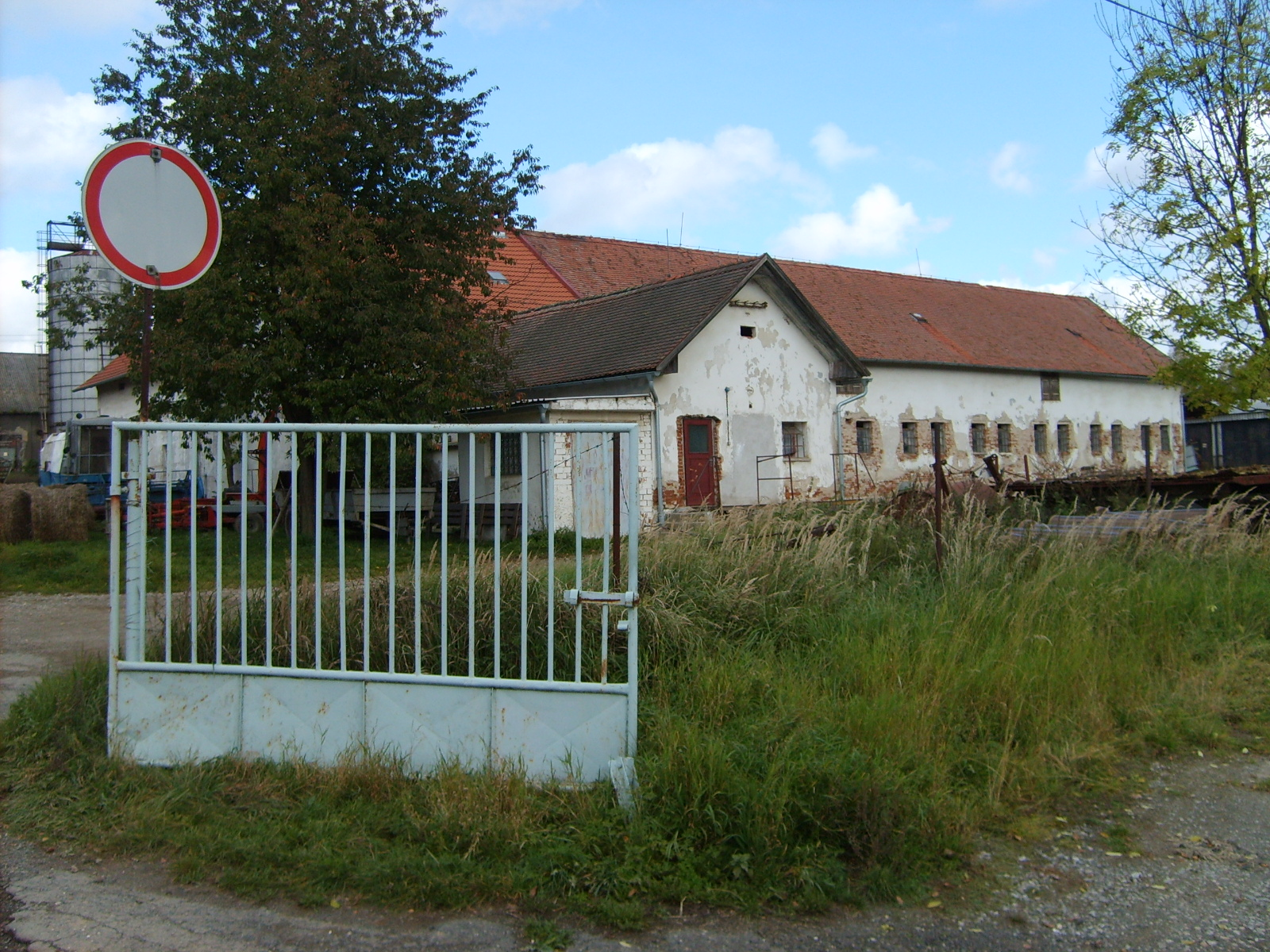
Areál zemědělského družstva

V obci sídlilo zemědělské Agrodružstvo Studený (dříve JZD; z toho důvodu bylo Studený od 1. ledna 1980 do 22. listopadu 1990 tzv. "střediskovou obcí", která spravovala také území obcí Děkanovice a Dunice).
Vesnicí prochází žlutá turistická značka z Čechtic do Dolních Kralovic.
V obci se nachází prodejna hospodářských potřeb a nahraných dílů pro traktory a zemědělské stroje. 
Místní bývalá škola byla adaptována na nový kulturní dům a součástí je nový hostinec. Stejně jako ve většině jiných obcí i ve Studeném funguje Sbor dobrovolných hasičů, který existuje od roku 1890 (s přestávkou mezi lety 1990 a 2006). Zastupitelstvo obce organizuje během roku různé kulturní akce – např. pouťovou taneční zábavu, různé zábavné programy pro děti nebo besedy pro důchodce. Za zmínku stojí relativně vysoký počet dětí do 15 let (ve své oblasti se jedná spíše o výjimku).

## Obyvatelstvo

### Sčítání lidu 2001
- Počet obyvatel: 107
- Národnost:
  - česká: 99,1 %
  - německá: 0,9 %
- Náboženské vyznání: věřící 60,7 %, z toho:
  - církev římskokatolická: 95,4 %
- Ekonomická aktivita: ekonomicky aktivní: 55, z toho:
  - nezaměstnaní: 3,6 %
  - zaměstnaní v zemědělství: 43,6 %
  - v průmyslu: 14,5 %
  - ve veřejné správě: 10,9 %
  - v dopravě, spojích a telekomunikacích: 9,1 %

| Rok            | 1869 | 1880 | 1890 | 1900 | 1910 | 1921 | 1930 | 1950 | 1961 | 1970 | 1980 | 1991 | 2001 | 2011 | 2021 |
| -------------- | ---- | ---- | ---- | ---- | ---- | ---- | ---- | ---- | ---- | ---- | ---- | ---- | ---- | ---- | ---- |
| Počet obyvatel | 385  | 387  | 380  | 330  | 344  | 330  | 288  | 238  | 252  | 200  | 148  | 136  | 107  | 98   | 103  |
| Počet domů     | 59   | 60   | 64   | 64   | 63   | 62   | 60   | 64   | 62   | 53   | 50   | 63   | 61   | 63   | 61   |

## Obecní správa

### Územněsprávní začlenění
Dějiny územněsprávního začleňování zahrnují období od roku 1850 do současnosti. V chronologickém přehledu je uvedena územně administrativní příslušnost obce v roce, kdy ke změně došlo:
- 1850 země česká, kraj Pardubice, politický okres Ledeč, soudní okres Dolní Kralovice[6]
- 1855 země česká, kraj Čáslav, soudní okres Dolní Kralovice
- 1868 země česká, politický okres Ledeč, soudní okres Dolní Kralovice
- 1939 země česká, Oberlandrat Německý Brod, politický okres Ledeč nad Sázavou, soudní okres Dolní Kralovice[7]
- 1942 země česká, Oberlandrat Tábor, politický okres Ledeč nad Sázavou, soudní okres Dolní Kralovice[8]
- 1945 země česká, správní okres Ledeč nad Sázavou, soudní okres Dolní Kralovice[9]
- 1949 Jihlavský kraj, okres Ledeč nad Sázavou[10]
- 1960 Středočeský kraj, okres Benešov
- 2003 Středočeský kraj, okres Benešov, obec s rozšířenou působností Vlašim

### Části obce
- Studený
- Petrova Lhota

### Obecní symboly
Znak a vlajka byly obci uděleny rozhodnutím předsedkyně Poslanecké sněmovny Parlamentu České republiky dne 13. května 2022.

## Společnost
V obci Studený (přísl. Petrova Lhota, 288 obyvatel) byly v roce 1932 evidovány tyto živnosti a obchody: bednář, 3 obchodníci s dobytkem, 2 hostince, krejčí, malíř, mlýn, rolník, řezník, obchod se smíšeným zbožím, Spořitelní a záložní spolek pro Studený, švadlena, tesařeský mistr, trafika, obchod se zvěřinou a drůbeží.

## Doprava
Okraj území obce protíná dálnice D1. Dále tudy prochází silnice III. třídy:
- III/11232 Těškovice – Studený – Děkanovice
- III/11234 Křivsoudov – Petrova Lhota – Studený
- III/13027 Dunice – Studený

Železniční trať ani stanice na území obce nejsou.
V obci v roce 2012 zastavovaly autobusové linky Vlašim-Studený-Dolní Kralovice-Snět (v pracovních dnech 3 spoje, o víkendu 1 spoj), Čechtice-Dolní Kralovice-Ledeč nad Sázavou (v pracovních dnech 3 spoje) a Pacov-Hořepník-Košetice-Dunice-Hořice (v pracovních dnech 4 spoje).

## Pamětihodnosti
- Židovský hřbitov – významná památka. Před výstavbou vodní nádrže Švihov sem byly přeneseny židovské náhrobky ze zatopených Dolních Kralovic
- Poutní místo U Kněžny – kaplička se studánkou, jejíž voda podle pověsti uzdravila slepou kněžnu
- Haltýře – historické laťové klece na přechovávání ryb. Najdeme je v osadě Petrova Lhota.
- přírodní památka Rybníček u Studeného v katastrálním území  obce

## Turistika
- Cyklistika – Obcí prochází cyklotrasa č. 0084 Dolní Kralovice – Hořice – Studený – Čechtice.
- Pěší turistika – Obcí vede turistická trasa  Načeradec – Čechtice – Studený – Děkanovice – Dolní Kralovice.

## Galerie

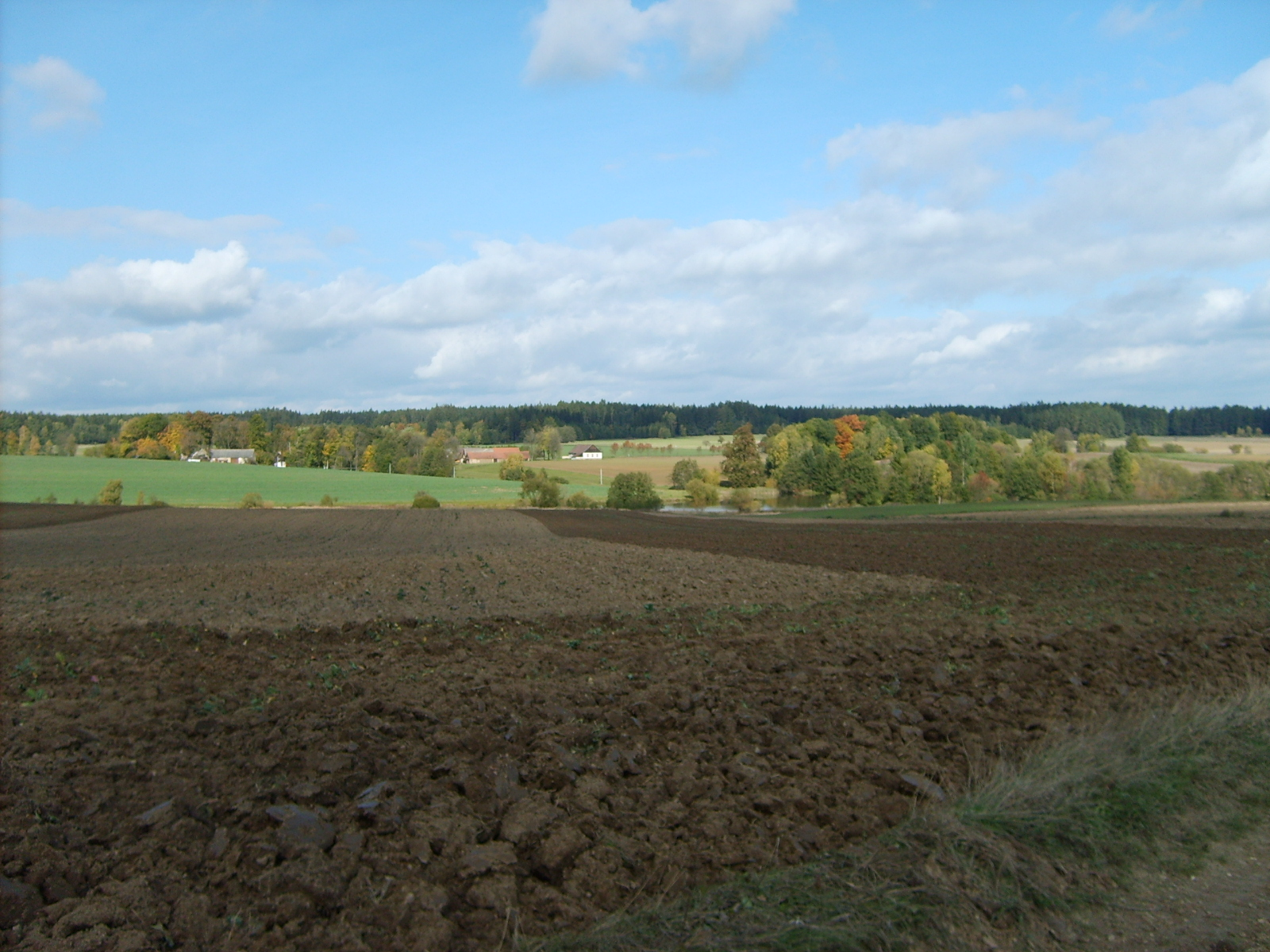
Pohled na osadu Petrova Lhota
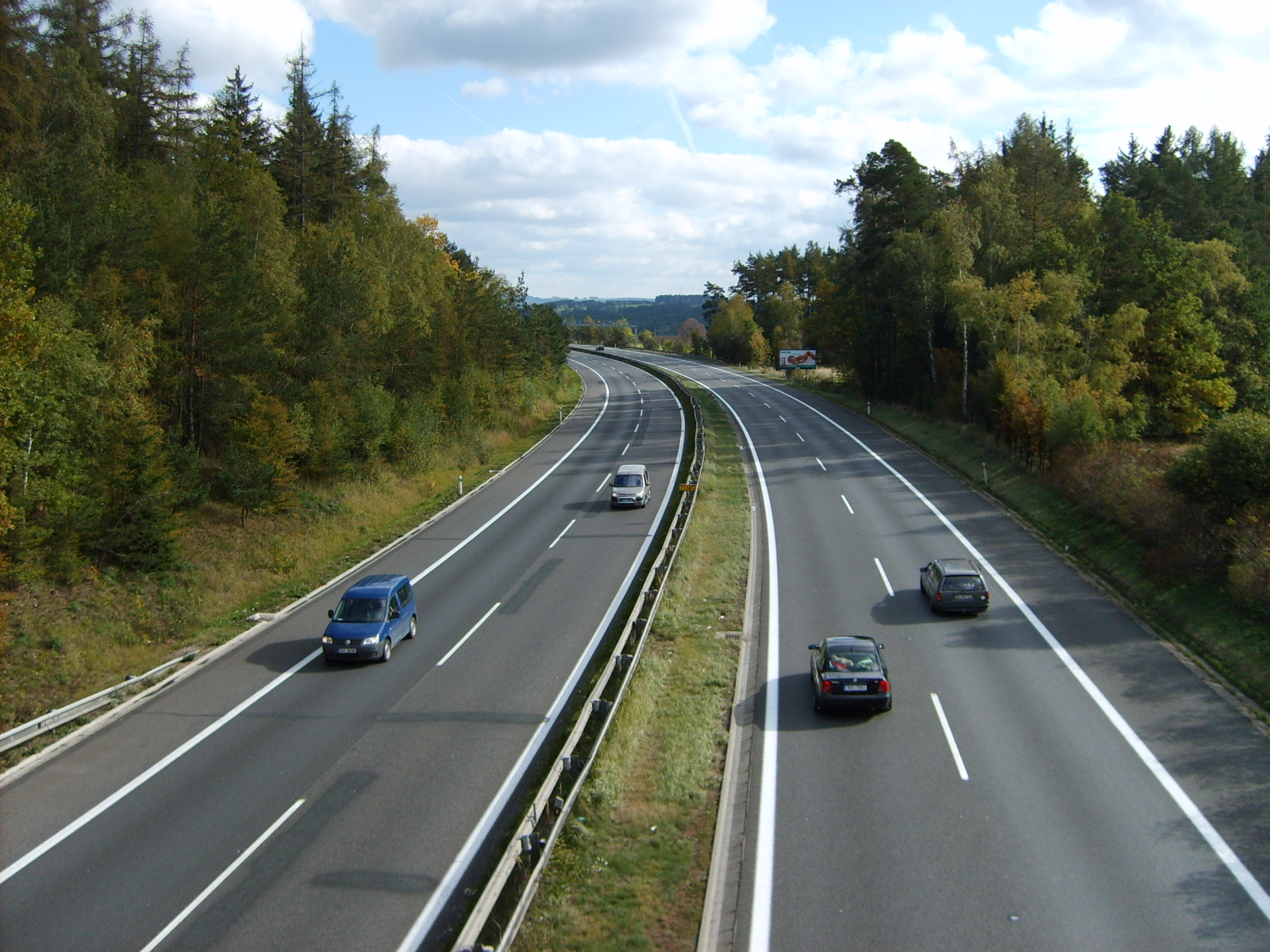
Severně od obce prochází dálnice D1